# Cezais
Cezais é uma comuna francesa na região administrativa da Pays de la Loire, no departamento de Vendéia. Estende-se por uma área de 12,22 km². Em 2010 a comuna tinha 308 habitantes (densidade: 25,2 hab./km²).